# Gejus van der Meulen
Ageaus Yme van der Meulen, meglio conosciuto come Gejus van der Meulen (Amsterdam, 23 gennaio 1903 – Haarlem, 10 luglio 1972), è stato un calciatore olandese, di ruolo portiere.

## Carriera
Con la Nazionale olandese prese parte alle Olimpiadi del 1924 e del 1928 e ai Mondiali del 1934.